# 新界埠镇
新界埠乡，是中华人民共和国江西省宜春市上高县下辖的一个乡镇级行政单位。

## 行政区划
新界埠乡下辖以下地区：
横江村、洲上村、堆峰村、车溪村、先锋村、光明村、湾溪村、泽山村、桐山村、富港村、五星村、端溪村、城陂村和三星村。